# 阿德萊德鎮區 (北達科他州鮑曼縣)
阿德萊德鎮區（英語：Adelaide Township）是位於美國北達科他州鮑曼縣的一個鎮區。

## 地方資料
阿德萊德鎮區的面積為92.47平方千米，當中陸地面積為92.39平方千米，而水域面積為0.08平方千米。根據2010年美國人口普查的數據，當地共有人口29人，而人口密度為每平方千米0.31人。